# Квандо-Кубанго
Квандо-Кубанго (порт. Cuando-Cubango) — провінція в Анголі.
Провінція Квандо-Кубанго знаходиться на крайньому південному сході Анголи. На півночі та північному сході від неї знаходиться провінція Мошик, на заході — провінції Уїла і Кунене. На півдні Квандо-Кубанго проходить державний кордон Анголи з Намібією, на сході — державний кордон Анголи з Замбією.
Площа провінції становить 199 049 км². Чисельність населення — 182 000 осіб (2005 рік). За статистикою уряду США в 1988 році сільське населення становило 125 600 осіб, і лише 3600 осіб проживали в міських районах. Головне місто — Менонге. В адміністративному плані Квандо-Кубанго поділяється на 10 муніципій. Муніципалітети: Кучі, Куангар, Куїто, Рівунго, Куанавале, Мавінга, Калаі, Діріко і Лонга.
Провінція отримала свою назву завдяки річкам Квандо і Кубанго, що протікають відповідно в її східній та західній частинах.
У роки громадянської війни в Анголі провінція Квандо-Кубанго була опорною базою для військ антиурядового руху УНІТА.
Протягом більшої частини 1980-х і 1990-х років, Квандо-Кубанго була місцем для первинного базового табору УНІТА — повстанського руху в Анголі, на чолі з Савімбі. Повстанський рух отримав підтримку з боку Сполучених Штатів як частина холодної війни проти марксистського уряду Анголи, який був підтриманий Радянським Союзом, Кубою та іншими комуністичними державами.
Савімбі та УНІТА підтримував великий підпільний базовий табір у місті Джамба. Табір був захищений зенітними гарматами та мав аеродром, який використовували для доставки військових та інших матеріалів, які зазвичай прибували з сусіднього Заїру. Ангольська громадянська війна, зрештою, стала одним з найвідоміших конфліктів холодної війни, і Сполучені Штати, і Радянський Союз зображали його результат, як важливий для глобального балансу сил.

## Міста та населені пункти
- Мкунга
- Мукуссо